# جان اف. نیوجنت
جان اف. نیوجنت (به انگلیسی: John F. Nugent) سناتور سابق عضو حزب دموکرات ایالات متحده آمریکا بود. وی در سال ۱۹۱۸ تا ۱۹۲۱ میلادی سناتور ایالت آیداهو در سنای ایالات متحده آمریکا بود.